# 분대 저격수
분대 저격수는 보병 분대에 있는 보직으로서, 일반 소총수 교전 거리 밖의 적을 사격하는 게 주 임무이다. 일반적으로 소총수의 교전 거리는 300m 정도인 데 반해, 분대 저격수는 보통 광학 조준기 등을 갖추어 500~800m 정도 거리의 적에 대해 사격을 가할 수 있다.
구 소련과 러시아의 드라구노프 저격총은 분대 저격수 용 저격총이다. 북한군도 저격보총을 사용하는 분대 저격수를 두고 있다.
유사한 개념으로는 미군의 지정 사수가 있다.

## 같이 보기
- 지정 사수, 지정 사수용 소총